# 昌都点地梅
昌都点地梅（学名：Androsace bisulca）为报春花科点地梅属下的一个变种。

## 扩展阅读
維基物種上的相關：昌都点地梅